# Basutodon
Basutodon era un género de arcosaurio pseudosuquio que vivió a finales del Carniense - principios del Noriense en el piso inferior de la Formación Elliot del Triásico Superior en Lesoto. Se basa en dientes que alguna vez se confundieron con restos deprosaurópodos, como Teratosaurus. Debido a esto, a veces aparece en los libros de dinosaurios más antiguos como uno de los primeros terópodos, o como sinónimo de Euskelosaurus. Sin embargo, probablemente no fue ninguna de estas cosas, y es mucho más probable que sea un no dinosaurio dudoso.